# CV-407
La CV-407 es una carretera local competencia de la Generalidad Valenciana que une las poblaciones de Picaña, Paiporta, Benetúser, Alfafar y Sedaví.

## Nomenclatura

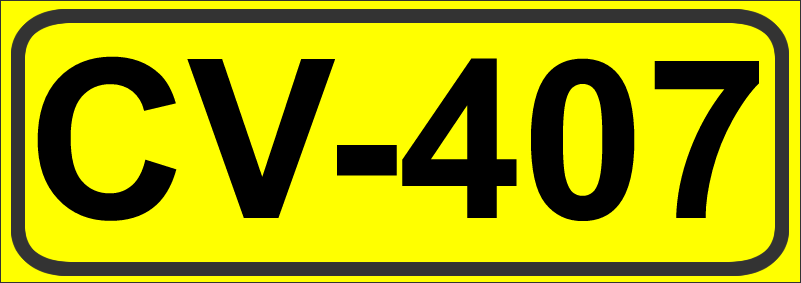
Indicador

La CV-407 pertenece a la red de carreteras de la Generalidad Valenciana. Su nombre viene de la CV (que indica que es una carretera autonómica de la Comunidad Valenciana) y el 407, es el número que recibe dicha carretera, según el orden de nomenclaturas de las carreteras de la Comunidad Valenciana.

## Historia
La CV-407 ha sustituido a dos carreteras locales la CV-404 y la CV-406, que han sido descatalogadas.

## Trazado
La CV-407 inicia su recorrido en el enlace con la Autovía de Torrente CV-36 circunvala las poblaciones de Picaña y Paiporta. A continuación enlaza con la CV-400 que comunica las poblaciones de la Huerta Sur con la ciudad de Valencia. Continúa bordeando las poblaciones de Benetúser y Alfafar, atraviesa la población de Sedaví y finaliza su recorrido en el enlace con la Autovía V-31.
- Datos: Q5737637